# Iryna Honcharova
Iryna Honcharova (Kherson, 19 de dezembro de 1974) é uma ex-handebolista profissional ucraniana, medalhista olímpica.
Iryna Honcharova fez parte do elenco da medalha de bronze inédita da equipe ucraniana, em Atenas 2004.